# HMS Dreadnought (1906)
Pour les autres navires du même nom, voir HMS Dreadnought.
Le sixième HMS Dreadnought, de la Royal Navy, fut en 1906 le prototype du cuirassé dit « monocalibre ». Il eut une telle influence que son nom, un dreadnought, devint le synonyme du cuirassé moderne. Il a été le premier grand bateau propulsé par des turbines à vapeur. Son apparition rendit désuets tous les bâtiments existants et, à l'approche de la Première Guerre mondiale, il déclencha une course aux armements navals.

## Genèse
Le développement de la technologie des canons à la fin des années 1890 et au début des années 1900, sous l'impulsion de Percy Scott au Royaume-Uni et de William S. Sims aux États-Unis, avait déjà permis d'augmenter les distances de tir prévues jusqu'à 5 500 mètres, ce qui obligeait les canonniers à attendre l'impact des obus avant de pouvoir effectuer des corrections pour la prochaine salve. Un autre problème était que les obus tirés par les nombreuses armes plus petites produisaient des fontaines si importantes lors de l'impact avec l'eau que cela masquait les impacts des plus gros canons. Soit les petites pièces devaient retenir leurs tirs en attendant les pièces lourdes qui tiraient plus lentement, perdant ainsi l'avantage de leur cadence de tir plus rapide, soit il n'était pas certain qu'un impact provenait d'une pièce lourde ou légère, ce qui rendait la mesure des distances et le ciblage plus difficiles. Un autre argument en faveur de canons plus grands et de calibre uniforme était le développement de torpilles dirigeables autopropulsées. En raison de leur danger potentiel accru, les navires étaient dissuadés de réduire la distance à l'ennemi à la portée de tir des petits canons. Le fait de maintenir la portée ouverte niait en général la menace des torpilles et augmentait le besoin de canons lourds.
En 1903, l'ingénieur naval italien Vittorio Cuniberti a formulé pour la première fois par écrit le concept d'un cuirassé équipé uniquement de gros canons. Lorsque la marine italienne ne donna pas suite à ses idées, Cuniberti écrivit un article dans Jane's Fighting Ships, dans lequel il défendait son concept. Il proposait un futur cuirassé britannique « idéal » de 17 000 tonnes britanniques, avec une batterie principale d'une douzaine de canons de 300 mm dans huit tourelles, un blindage de ceinture de 300 mm et une vitesse de 24 nœuds (44 km/h).
La Royal Navy, la marine impériale japonaise et la United States Navy ont reconnu ces problèmes avant 1905. La Royal Navy a modifié la conception des cuirassés de la classe Lord Nelson pour y inclure un armement secondaire avec des canons de 230 mm capables de tirer à de plus grandes distances que les canons de 150 mm des anciens navires, mais une proposition visant à les équiper exclusivement de canons de 300 mm a été rejetée. Le cuirassé japonais Satsuma a été mis sur cale cinq mois avant le cuirassé Dreadnought en tant que cuirassé de gros calibre uniquement, mais n'a pu être équipé que de quatre des douze canons de 305 mm prévus en raison d'un manque d'armes. En 1904, les Américains commencèrent à peu près au même moment à concevoir un cuirassé de calibre unique, mais les travaux n'avancèrent que lentement et les deux cuirassés de la classe South Carolina ne furent commandés qu'en mars 1906, un mois après le lancement du Dreadnought.
L'invention de la turbine à vapeur par Charles Algernon Parsons en 1884 a permis d'augmenter considérablement la vitesse des navires. En 1897, à l'occasion du jubilé de diamant de la reine Victoria à Spithead, il fit la démonstration de son yacht Turbinia, qui pouvait atteindre une vitesse de 34 nœuds (63 km/h). Après d'autres essais avec les deux destroyers à turbine Viper et Cobra et les expériences positives avec plusieurs petits paquebots équipés de turbines, le Dreadnought fut commandé avec des turbines.
La bataille de la mer Jaune et la bataille de Tsushima furent analysées par le comité Fisher, le capitaine William Pakenham constatant que les « tirs de canon de 300 mm » des deux camps faisaient preuve de précision et de justesse, tandis que les obus de 250 mm passaient inaperçus. John Fisher souhaitait que son comité confirme et applique ses idées sur un navire de guerre disposant à la fois d'une vitesse de 21 nœuds et de canons de 300 mm. C'est pourquoi il a souligné que l'amiral Tōgō Heihachirō avait été capable d'effectuer la manœuvre Crossing the T lors de la bataille de Tsushima en raison de sa vitesse. En particulier, l'utilisation à longue distance (13 000 m) lors de la bataille de la mer Jaune semblait confirmer ce que la Royal Navy croyait déjà, bien qu'aucune autre marine ne l'ait remarqué avant la bataille.
L'amiral Fisher a proposé plusieurs projets de cuirassés à armement uniforme au début des années 1900 et a réuni début 1904 un groupe officieux de conseillers pour l'aider à décider des caractéristiques idéales. Après avoir été nommé Premier Seelord le 21 octobre 1904, il fit adopter par le Conseil de l'Amirauté la décision selon laquelle le prochain cuirassé devrait être armé de canons de 300 mm et avoir une vitesse d'au moins 21 nœuds. En janvier 1905, il convoqua un « comité de conception », composé de nombreux membres de son groupe informel, afin d'évaluer les différentes propositions de conception et de soutenir le processus de conception. Bien que nominalement indépendant, ce comité servait à repousser les critiques à l'encontre de Fisher et du Conseil de l'Amirauté, puisqu'il ne pouvait pas envisager d'autres options que celles déjà décidées par l'Amirauté. Fisher nommait tous les membres du comité et en était le président.
Le comité a discuté de la disposition de l'armement principal, rejetant tout sur-feu en raison des effets du bruit de la bouche sur les visières ouvertes sur le toit de la tourelle en dessous, et a opté le 18 janvier 1905 pour une propulsion par turbine au lieu de machines à vapeur afin d'économiser 1 100 tonnes sur le déplacement total. Avant sa dissolution le 22 février, il discuta d'un certain nombre d'autres questions, dont le nombre d'arbres (jusqu'à six furent envisagés), la taille de l'armement des torpilleurs et surtout l'installation de cloisons longitudinales pour protéger les magasins et les salles d'obus des explosions sous-marines. Cette mesure a été jugée nécessaire après que le cuirassé russe Zessarevitch ait, dit-on, survécu à un tir de torpille japonais pendant la guerre russo-japonaise grâce à ses lourdes cloisons intérieures. Pour ne pas augmenter le déplacement du navire, l'épaisseur de la ceinture de la ligne de flottaison a été réduite de 125 mm.
Le comité a terminé ses délibérations le 22 février 1905 et a rendu compte de ses conclusions en mars de la même année. En raison du caractère expérimental du projet, il a été décidé d'attendre la fin des essais du cuirassé avant de passer commande d'autres navires. Une fois le projet achevé, on s'est penché sur la forme de la coque, qui a été testée dans le réservoir expérimental de l'Amirauté à Gosport. Sept essais ont été nécessaires avant que la forme finale de la coque ne soit choisie. Afin d'accélérer la construction du navire, la structure interne de la coque a été simplifiée autant que possible, en essayant d'utiliser un nombre limité de panneaux standard qui ne différaient que par leur épaisseur,.

### Achèvement
Le Dreadnought fut le sixième navire de la Royal Navy à porter ce nom. Afin d’atteindre l’objectif de l’amiral Fisher, qui était de construire le navire en une seule année, les matériaux furent stockés à l’avance et, à partir de mai 1905, une grande partie de la préfabrication fut réalisée avant que le navire ne soit officiellement posé sur la cale n° 5 le 2 octobre 1905. En outre, certaines parties du navire furent construites au chantier naval royal de Portsmouth, considéré comme le chantier naval le plus rapide du monde. La cale était protégée des regards indiscrets, et on tenta de donner l’impression que la construction ne différait pas de celle des autres navires de guerre. Lorsque la quille fut posée, 1 100 hommes travaillaient déjà sur le chantier, mais ce nombre passa rapidement à 3 000.
Alors que la semaine de travail pour les navires précédents était de 48 heures, le Dreadnought fut construit avec une semaine de 69 heures. Le travail commençait à 6 heures et se terminait à 18 heures, avec des heures supplémentaires obligatoires et seulement 30 minutes de pause déjeuner. Bien qu’il ait été envisagé d’atténuer les longues heures de travail impopulaires auprès des ouvriers en instaurant des équipes de jour et de nuit, cela ne fut pas possible en raison du manque de main-d'œuvre.,
Le sixième jour (7 octobre), les premières cloisons étanches et la plupart des poutres du pont intermédiaire étaient achevées. Le vingtième jour, la partie avant de l’étrave était en place et le bordage de la coque était en plein essor. Le cinquante-cinquième jour, toutes les poutres du pont supérieur avaient été posées, et le quatre-vingt-troisième jour, les plaques du pont supérieur étaient terminées. Le cent-vingt-cinquième jour (4 février), la coque était achevée. Après seulement quatre mois de construction, le Dreadnought fut baptisé le (10 février 1906 par le roi Édouard VII avec une bouteille de vin australien. Plusieurs coups furent nécessaires pour briser la bouteille sur l’étrave.
En signe de l’importance du navire, le lancement avait été conçu comme une grande fête élaborée. Cependant, la cour étant encore en deuil de Christian IX, père de la reine Alexandra, décédé douze jours plus tôt, elle n’y participa pas, et l’événement fut relativement sobre. Après le lancement, l’équipement du navire se poursuivit dans le bassin n° 15. La construction du navire coûtait 1 785 683 £, bien que d’autres sources avancent les chiffres de 1 783 883 £ et 1 672 483 £.

## Technologie

### Dimensions du navire
Le cuirassé avait une longueur totale de 160,6 mètres, une largeur de 25 mètres et un tirant d'eau de 9 mètres. Son déplacement était compris entre 18 410 et 21060 tonnes.

### Propulsion
Le cuirassé fut le premier cuirassé à utiliser des turbines à la place des anciennes machines à vapeur à triple expansion. Le cuirassé était équipé de quatre turbines Parsons à entraînement direct qui entraînaient quatre hélices tripales de 2,70 mde diamètre et développaient un total de 23 000 shp (17 000 kW), lui permettant d'atteindre une vitesse maximale de 21 nœuds (39 km/h). La vapeur était fournie par 18 chaudières à tubes d'eau Babcock & Wilcox avec une pression de travail de 1 724 kPa. Le navire pouvait transporter au maximum 2 900 tnl de charbon ou 1 120 tnl de mazout, ce qui lui permettait de parcourir 6 620 milles marins (12 260 km) à 10 nœuds (19 km/h). Lors du voyage d'essai du 9 octobre 1906, le navire atteignit 21,6 nœuds (40,0 km/h) avec 27 018 ch (20 147 kW).

### Armement

#### Armement principal
L'armement principal était composé de dix canons de 305 mm répartis dans cinq tourelles jumelées Mk-BVIII d'un poids de 500 tn.l. Les tourelles (« A »), (« X » et « Y ») étaient situées à l'avant et à l'arrière des superstructures. Deux tourelles à ailettes (« P » et « Q ») se trouvaient respectivement à bâbord et à tribord des superstructures avant. Les canons de 14 m de long avaient une portée latérale de -150 à +150 degrés. Les canons eux-mêmes pesaient 58 tn.l. et avaient une portée de 17 236 m pour une élévation maximale de 13,5° et une vitesse de 831 m/s à la bouche.
Ils tiraient des obus de 390 kg à une vitesse de 831 m/s à la bouche, ce qui donnait une portée maximale de 15 040 m avec des obus perforants (AP) 2 rh. En utilisant des obus AP 4-crh, plus aérodynamiques mais un peu plus lourds, la portée était de 17 240 mètres. La cadence de tir de ces canons était d'environ deux coups par minute. Les navires embarquaient 80 coups par canon. L'alignement latéral se faisait à une vitesse de 4 degrés par seconde. L'élévation et l'abaissement des tubes se faisaient à une vitesse de 3 degrés par seconde Le Dreadnought pouvait tirer avec huit canons une largeur comprise entre 60° à l'avant et 50° à l'arrière. En dehors de ces limites, il pouvait tirer six canons à l'arrière et quatre à l'avant. Avec un angle de 1° vers l'avant ou l'arrière, il pouvait tirer six canons, mais l'explosion aurait endommagé la superstructure.

#### Armement secondaire
L'armement secondaire était initialement composé de vingt-sept canons à tir rapide de 72 mm, 12 livres et 18 cwt Mark I. Les canons avaient une plage d'élévation comprise entre -10° et +20°. Ils tiraient des obus de 5,7 kg à une vitesse de 810 m/s à la bouche. Les canons avaient une cadence de tir de 20 coups par minute. Le navire disposait de trois cents coups à bord pour chaque canon. Il était initialement prévu de démonter les huit canons sur le pont avant et le pont arrière et de les ranger sur le pont à la lumière du jour afin d'éviter qu'ils ne soient endommagés par le bruit de la bouche des canons principaux. Les essais des canons en décembre 1906 se sont révélés plus difficiles que prévu et les deux canons bâbord sur le gaillard d'avant et le canon tribord extérieur sur le pont arrière ont été déplacés sur les toits des tourelles, de sorte que chaque tourelle disposait de deux canons.
Les canons restants sur le gaillard d'avant et le canon extérieur de bâbord sur le pont arrière furent retirés avant la fin de l'année 1907, réduisant ainsi le nombre total de canons à vingt-quatre. Lors de la révision d'avril-mai 1915, les deux canons sur le toit de la tour A furent réinstallés à leurs positions initiales sur le côté tribord du pont arrière. Un an plus tard, les deux canons situés à l'arrière de la superstructure furent retirés, réduisant ainsi le navire à vingt-deux canons. Deux des canons du pont arrière furent équipés d'affûts à angle élevé pour la défense antiaérienne, et les deux canons situés derrière la tour de commandement furent retirés en 1917.
En 1915, une paire de canons antiaériens Hotchkiss de 6 cm QF et 6 livres a été montée sur des affûts à angle élevé sur le pont arrière. Ils avaient un enfoncement maximal de -8° et une élévation maximale de +60°. L'obus de 2,7 kg était tiré à une vitesse de 538 m/s à la bouche. Ils furent remplacés en 1916 par une paire de canons QF-3-inch-20-cwt sur affûts Mark-II à angle élevé. Ces canons avaient une inclinaison maximale de 10° et une élévation maximale de 90°. Ils tiraient un obus de 5,6 kg avec une vitesse de bouche à feu de 767 m/s à une vitesse de 29 coups par minute. Leur altitude maximale effective était de 7 200 m.
Le cuirassé disposait de cinq tubes lance-torpilles de 457 mm, deux sur chaque côté et un à l'arrière. Pour eux, vingt-trois torpilles étaient emportées. De plus, six torpilles de 350 mm étaient emportées pour les patrouilleurs.

### Système de conduite de tir
Le Dreadnought fut l'un des premiers navires de la Royal Navy à être équipé d'instruments permettant de transmettre électriquement aux tourelles les informations relatives à la distance, aux ordres et aux avances. Les postes de contrôle de l'armement principal se trouvaient dans la vigie du mât de misaine et sur une plate-forme située sur le toit de la tourelle de signalisation. Les données d'un télémètre Barr and Stroud FQ-2 de 2,7 m (9 pieds) situé à chaque poste de commande étaient entrées dans un calculateur mécanique Dumaresq et transmises électriquement aux télémètres Vickers situés dans la station d'émission sous chaque poste de commande sur le pont principal, où elles étaient converties en données de distance et d'avance pour les canons. Des tubes vocaux étaient utilisés pour la liaison entre l'émetteur et le récepteur. Les données de la cible étaient également enregistrées graphiquement sur un tableau de distance pour aider l'officier de la pièce à prévoir le mouvement de la cible. Les tourelles, les stations d'émission et les postes de contrôle pouvaient être reliés entre eux dans pratiquement n'importe quelle combinaison.
Les essais de tir contre le Hero en 1907 ont montré la vulnérabilité de ce système aux tirs d'artillerie, lorsque la vigie a été touchée à deux reprises et qu'un gros éclat a sectionné le tube vocal et l'ensemble du câblage le long du mât. Pour prévenir ce risque, le système de conduite de tir du Cuirassé a été largement modernisé lors de la révision de 1912 à 1913. Le télémètre à l'avant du navire a été équipé d'un affût gyrostabilisé Argo, et les tourelles A et Y ont été améliorées de manière à pouvoir servir de positions de contrôle secondaires pour une partie ou la totalité de l'armement principal. En outre, un télémètre a été installé sur le pont, un deuxième à l'arrière du toit de la tour A et un Dreyer Fire Control Table dans la station principale de transmission. Il combinait les fonctions du Dumaresq et du télémètre.
Dans les années précédant immédiatement la Première Guerre mondiale, la technique de conduite du feu a fait des progrès rapides, dont le plus important était le système de conduite du feu. Il s'agissait d'un système de conduite de tir monté en hauteur dans le navire, qui fournissait aux tourelles des données via des aiguilles que l'équipage des tourelles devait suivre. Le tireur tirait les pièces en même temps, ce qui facilitait la détection des impacts dans l'eau et minimisait les effets du roulis sur la dispersion des obus. Un prototype avait été installé en 1909, mais avait été retiré afin d'éviter tout conflit avec les missions du cuirassé en tant que navire amiral de la Home Fleet. Lors de la révision en mai-juin 1915, des préparatifs ont été faits pour l'installation d'un conducteur d'émission et chaque tourelle a reçu simultanément un télémètre de 270 mm. La date exacte de l'installation du télémètre n'est pas connue, si ce n'est qu'il n'a pas été installé avant la fin de 1915, mais très probablement pendant la révision d'avril-juin 1916.

### Blindage
Le Dreadnought était entièrement équipé d'un blindage composite Krupp, sauf indication contraire. Sa ceinture de ligne de flottaison avait une épaisseur de 279 mm, mais se rétrécissait à 178 mm à son bord inférieur. Elle s'étendait de l'arrière de la barbette A jusqu'au milieu de la barbette Y, mais était réduite à 229 mm derrière la barbette A. Une extension de 152 mm d'épaisseur s'étendait de la barbette A vers l'avant jusqu'à la proue et une extension similaire de 101 mm s'étendait vers l'arrière jusqu'à la poupe. Une cloison de 203 mm était inclinée vers l'intérieur depuis l'extrémité de la ceinture principale jusqu'au côté de la barbette X, afin d'entourer complètement la citadelle blindée au niveau du pont central.
Au-dessus de la ceinture principale se trouvait une ceinture de 203 mm d'épaisseur, mais qui ne s'étendait que jusqu'au pont principal. L'un des principaux problèmes du blindage du cuirassé était que le haut de la ceinture de 280 mm ne se trouvait qu'à 0,6 m au-dessus de la ligne de flottaison lorsque le tirant d'eau était normal, mais était immergé de plus de 300 mm lorsque le tirant d'eau était maximal, ce qui signifiait que la ligne de flottaison n'était protégée que par la ceinture supérieure de 203 mm.
L'avant et les côtés de la tourelle étaient protégés par un blindage de 280 mm, tandis que les toits de la tourelle étaient recouverts d'un blindage Krupp (KNC) de 76 mm. Les surfaces exposées des barbettes avaient une épaisseur de 280 mm, mais les surfaces intérieures étaient à 203 mm au-dessus du pont principal. La barbette en X avait une épaisseur de 203 mm sur tout son pourtour. Sous le pont principal, le blindage des barbettes se réduisait à 100 mm, à l'exception des barbettes A (203 mm) et Y qui continuaient à avoir une épaisseur de 280 mm. L'épaisseur du pont principal variait de 19 à 25 mm. Le pont central avait une épaisseur de 44 mm en plan et de 70 mm à l'endroit où il s'abaissait vers le bord inférieur de la barbacane principale.
Au-dessus du magasin des tourelles A et Y, le blindage était de 76 mm, à la fois en plan et en pente. Le blindage du pont inférieur avait une épaisseur de 38 mm à l'avant et de 50 mm à l'endroit où il montait à 76 mm pour protéger l'appareil à gouverner. Les côtés de la tour de commandement avaient une épaisseur de 280 mm et le toit de 76 mm. Elle avait un tube de communication avec des parois de 203 mm de large en acier AHS jusqu'à la station de transmission sur le pont central. Les murs de la tour de signalisation avaient également 203 mm d'épaisseur, tandis qu'elle avait un toit en blindage KNC de 76 mm.
Des cloisons anti-torpilles de 50 mm d'épaisseur étaient placées à côté des magasins et des greniers des tours A, X et Y, et renforcées à 100 mm à côté des tours P et Q pour compenser leur position hors-bord. Comme tous les grands navires de guerre de son époque, le cuirassé était équipé de filets anti-torpilles, mais ceux-ci furent retirés très tôt pendant la guerre car ils provoquaient des pertes de vitesse considérables et pouvaient être facilement franchis par des torpilles munies de coupe-filet.

### Alimentation électrique
L'alimentation électrique était assurée par trois générateurs Siemens de 100 kW à courant continu, alimentés par deux moteurs à vapeur Brotherhood et deux moteurs Diesel Mirrlees (plus tard trois moteurs à vapeur et un moteur Diesel). Parmi les équipements alimentés par des systèmes à courant continu de 100 volts et 15 volts, on comptait cinq ascenseurs, huit treuils de charbonnage, des pompes, des ventilateurs, des systèmes d'éclairage et de téléphonie[50]. 

## Destinée
Le Dreadnought fut mis en vente le 31 mars 1920 et vendu le 9 mai 1921 à Thos. W. Ward comme l'un des 113 navires achetés par la société à un prix forfaitaire de 2 livres 10 shillings par tonne, qui a ensuite été réduit à 2 livres 4 shillings par tonne. Comme le Dreadnought était estimé à 16 650 tonnes, il a coûté à Ward 36 630 livres, bien qu'une autre source indique 44 750 livres. Il fut démantelé après son arrivée le 2 janvier 1923 sur le nouveau site de la société Ward à Inverkeithing, en Écosse. ,

## Construction et essais

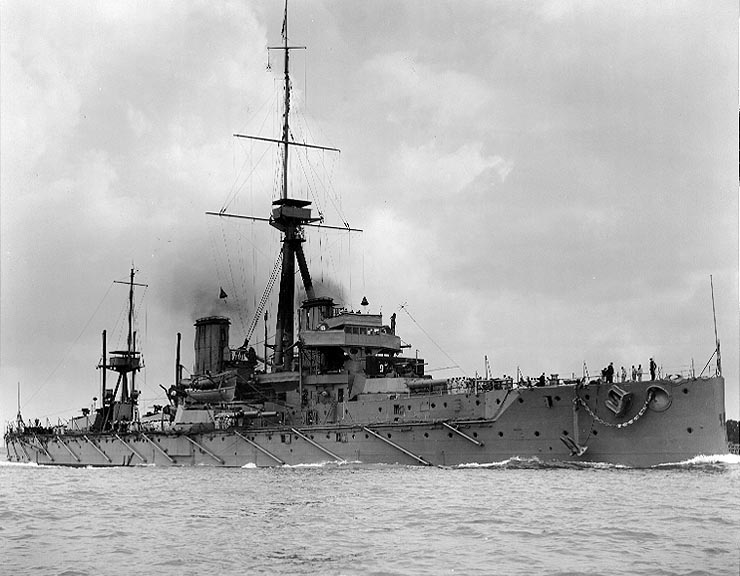
Le HMS Dreadnought à la mer (à noter les filets anti-torpilles pour la protection au mouillage).

Convaincu que la construction serait ordonnée, Fisher prit l'initiative heureuse de commencer à stocker l'acier nécessaire à la construction avant même qu'une cale de construction ne soit disponible. Lors de ce stockage, on trouva une configuration de la coque qui pouvait réduire la traînée de celle-ci et donc, finalement, augmenter la vitesse. Satisfait par les vingt et un nœuds déjà obtenus, Fisher opta plutôt pour une amélioration du blindage qui atteignit sur les flancs et les tourelles l'épaisseur de 279 mm, soit 76 mm de plus que le dessin antérieur d'un an.
La construction commença le 2 octobre 1905, et le cuirassé fut lancé le 10 février 1906. Le 3 octobre 1906 le navire effectua sa première sortie en mer pour essais, l'utilisation des tourelles conçues pour la classe Lord Nelson précédente ayant contribué à cette rapidité de construction.
Au mois de décembre 1906, il fut admis au service actif et dès janvier 1907, il partit pour la Méditerranée, puis pour l'île de la Trinité. Sous le commandement du capitaine Sir Reginald Bacon, les moteurs et l'armement furent alors testés sous l'œil attentif des experts du monde entier car, par ses caractéristiques et sa puissance, il éclipsait tout l'existant. Cependant les Britanniques sous-estimèrent la volonté allemande de compétition dans le domaine naval et, au lieu d'écraser la concurrence des autres pays, le Dreadnought provoqua une course aux constructions navales sans précédent.
L'amirauté, satisfaite du résultat, lança la construction de six cuirassés similaires, en deux classes de trois unités, les classes Bellerophon et St. Vincent, qui corrigeaient seulement quelques défauts mineurs.

## En service

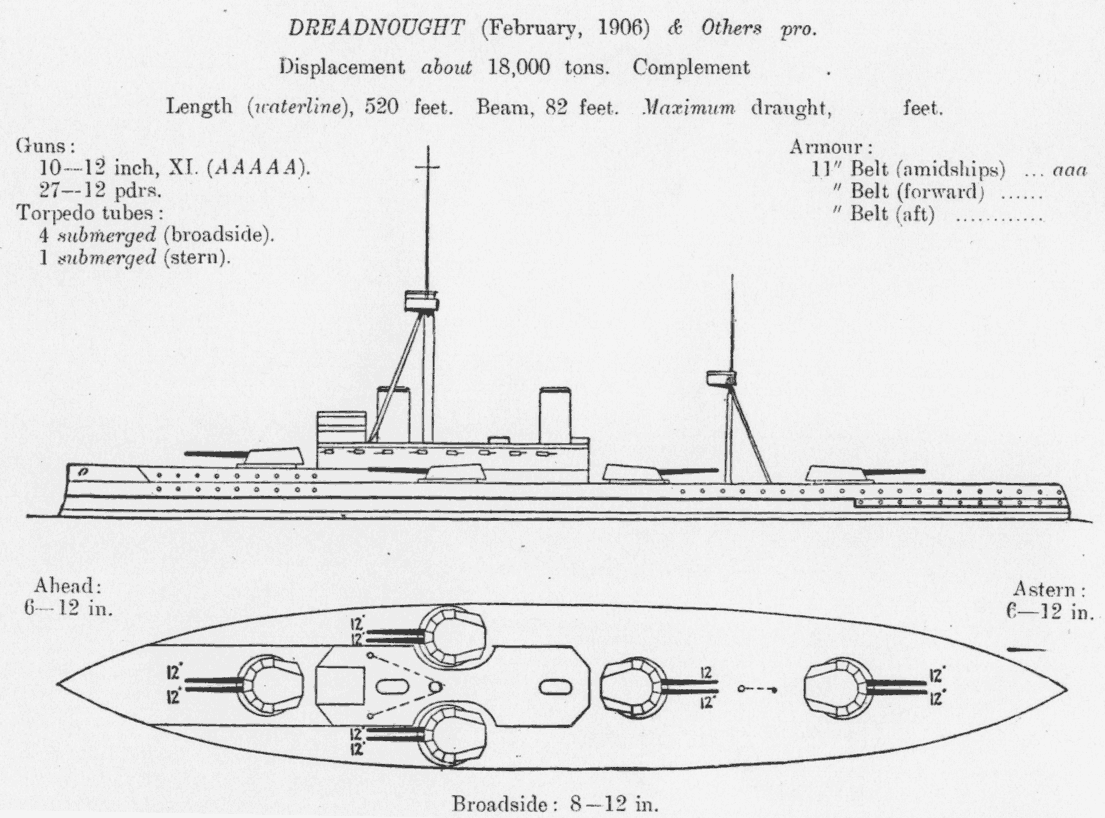
Disposition de l'armement

Entre 1907 et 1912, le HMS Dreadnought servit comme navire amiral de la Home Fleet britannique. Comme symbole de la puissance navale britannique, il fut la victime toute désignée de la petite plaisanterie d'Horace de Vere Cole, le canular du Dreadnought en 1910. À cette époque, sa vitesse n'était plus une garantie suffisante contre les torpilleurs qui, eux aussi, avaient progressé. On l'équipa donc de canons de 12 livres supplémentaires sur les tourelles et de filets anti-torpilles pour le protéger au mouillage.
À la déclaration de guerre, il était navire amiral du quatrième escadron de bataille, appartenant à la Home Fleet, basé à Scapa Flow. Sa seule action d'éclat eut lieu le 18 mars 1915, lorsqu'il éperonna et coula le sous-marin allemand U-29, devenant ainsi le seul cuirassé à avoir coulé un submersible. En mai 1916, du fait de son ancienneté, on le déplaça comme chef de file du troisième escadron de bataille qui, basé à Sheerness, devait s'opposer aux raids de bombardement des croiseurs de bataille allemands. Programmé pour un carénage, il ne put participer à la bataille du Jutland. Il retourna au sein de la Home Fleet de mars à août 1918 mais, après la guerre, en assez mauvais état après ses nombreuses patrouilles dans la Mer du Nord, il fut placé en réserve à Rosyth. Il y resta jusqu'à radiation, le 31 mars 1920. Vendu à la Ward & Company en 1922, il fut démoli à Inverness en 1923.

## Dans les arts et la culture

### Jeux vidéo
Le HMS Dreadnought est représenté dans le jeu ,de simulation de batailles navales, World of Warship
Télévision
Le HMS Dreadnought apparaît dans la série télévisée Nautilus (2024). Il est utilisé par la compagnie des Indes Orientales pour rattraper le capitaine Nemo et son équipage.